# Kirovskij rajon (San Pietroburgo)
Il Kirovskij rajon (in russo Кировский район?) è uno dei rajon in cui è suddivisa la città federale di San Pietroburgo, in Russia.